# Любіково
Любіково (пол. Lubikowo) — село в Польщі, у гміні Пшиточна Мендзижецького повіту Любуського воєводства.
Населення — 349 осіб (2011).
У 1975-1998 роках село належало до Гожовського воєводства.

## Демографія
Демографічна структура станом на 31 березня 2011 року:
|          | Загалом | Допрацездатний вік | Працездатний вік | Постпрацездатний вік |
| -------- | ------- | ------------------ | ---------------- | -------------------- |
| Чоловіки | 181     | 34                 | 139              | 8                    |
| Жінки    | 168     | 31                 | 110              | 27                   |
| Разом    | 349     | 65                 | 249              | 35                   |